# Andraé Crouch
Andraé Edward Crouch, född 1 juli 1942 i San Francisco i Kalifornien, död 8 januari 2015 i Los Angeles i Kalifornien, var en amerikansk gospelsångare, låtskrivare, arrangör, skivproducent och pastor. Han var kusin till musikkritikern Stanley Crouch.

## Biografi
Crouch och hans grupper bidrog under 1980- och 1990-talen med gospelsound i låtar av Michael Jackson, Madonna (Like A Prayer), Quincy Jones, Diana Ross, Elton John och Rick Astley (Cry For Help). Hans medverkan i film inkluderar Det var en gång en skog, Purpurfärgen, Lejonkungen och Rädda Willy.
Andraé Crouch var en av nyckelfigurerna i Jesus Music-rörelsen under 1960- och 1970-talen. Hans religiösa sånger har sjungits av Elvis Presley, Paul Simon och även av hippies, mainstream-kyrkor liksom svarta amerikanska pingstkyrkor. Han har vunnit sju Grammy Awards. och en Oscar-nominering. Crouch valdes in i Gospel Music Associations Gospel Music Hall of Fame 1998.  
Hans skivor sträcker sig från hymner till traditionell gospel, modern lättsmält rock, poporienterade sånger, modern R&B och afrikanska influenser. Andraé Crouch kallas ofta "Fadern av modern gospel" eftersom han, mer än någon annan, har reformerat gospeln under 1970- och 1980-talet. 
Andraé Crouch formades musikaliskt i sina föräldrars pingstförsamling, Christ Memorial Church (Church Of God In Christ) i Los Angeles, Kalifornien. Pappan var pastor och uppmuntrade Andraé att skriva sånger för att memorera bibelverser. Som liten stammade han svårt, men han beskriver i "Genom allt" hur hans stamning försvann när han blev frälst. Crouch har också ofta berättat om hur hans pianospelande blev bokstavligen "givet från Gud" när han fortfarande var barn (det berättar han själv på sin officiella webbplats).
Hans första grupp var COGICS (Church of God in Christ Singers/1960), vilka inkluderade Billy Preston. Preston spelade senare keyboard med bland andra the Beatles. The COGICS var de första att spela in "The Blood". Crouch grundade gruppen the Disciples under 1965. Efter uppmaning av den kristna kompositören Ralph Carmichael började han spela in sina låtar under 1969. Mellan 1965 och 1985 framträdde Andraé Crouch och the Disciples på The Tonight Show Starring Johnny Carson, the Hollywood Bowl och Carnegie Hall, samt turnerade i 68 länder. Crouchs mest populära sånger från denna period är  "The Blood Will Never Lose Its Power," "Through It All," "Bless His Holy Name,"Soon and very soon" och "My Tribute", Min Gud tillhör äran (översatt till svenska). Disciples moderna gospelsound nådde bortom den traditionella African American-basen och rörde en publik som annars skildes åt av musik och ras. Många grupper och soloartister gjorde covers på hans mer populära låtar, vilket fortsatta att spä på Crouchs inflytande musikaliskt.
Crouch som uppges ha revolutionerat soundet av modern gospel var en av de första svarta gospelartisterna som gick över till mainstream modern kristen musik i USA. Även om han ibland var kritiserad för att späda ut gospelns budskap genom att använda moderna stilar, har hans sånger fastnat och blivit populära hymner i kyrkor runt om i hela världen. 
Åren 1993 och 1994 dog hans far, mor och äldre bror inom en kort tid. Efter sin fars död tog Andrae Crouch över som Senior Pastor i New Christ Memorial Church of God in Christ i Pacoima, California, kyrkan som grundades av hans föräldrar. Han tjänade där tillsammans med sin tvillingsyster Sandra.
Under 2006 släppte han Mighty Wind, Crouchs 40-årsfirande album med gäster som Marvin Winans, Crystal Lewis, Karen Clark Sheard, Lauren Evans och många andra. Mighty Wind blev det sista av hans mer än 30 egna album.
Andrae avled 72 år gammal den 8 januari 2015 på Northridge Hospital Medical Center, i sviterna av en hjärtinfarkt.

## Diskografi

### Album
- It's A Blessing (The COGIC'S) (Exodus Records 1964)
- Take the Message Everywhere (Light,1968)
- Keep on Singin (Light, 1971)
- Soulfully (Light,1972)
- Just Andrae (Light, 1972)
- Live at Carnegie Hall (Light,1973)
- Take Me Back (Light, 1975)
- The Best Of Andrae (Light 1975)
- This Is Another Day (Light, 1976)
- Live in London (Light, 1978)
- I'll Be Thinking of You (Light, 1979)
- Don't Give Up (Warner Bros., 1981)
- More Of The Best (Light 1981)
- Finally (Light,1982)
- The Early Years (Word 1982)
- Andrae Crouch (Suffolk Marketing INC. 1982)
- No Time to Lose (Warner Bros., 1984)
- Autograph (Light,1986)
- His Best (Arrival 1989)
- Vol. 1 Classics, Vol. 2 We Sing Praises, Vol. 3 The Contemporary Man (Royal Music 1990)
- The Best Of Andrae (Light 1993)
- Let's Worship Him (Arrival Records 1993)
- Mercy (Qwest, 1994)
- Pray (Quest, 1997)
- Gift of Christmas (Quest, 1999)
- Hall Of Fame (CGI Platinum 1999)
- Mega 3 Collection (Light 2002)
- Gospel Around The World (Andrae Crouch & Solid Gospel) (MEP 2003)
- The Collection MEP 2003)
- The Very Best Of (Lynor 2005)
- Mighty Wind (Verity, 2006)
- The Journey (Riverphlo Entertainment, 2011)
- Live In Los Angeles (Riverphlo Entertainment 2013)

### Utmärkelser
- Hall of Fame (CGI/Platinum, 1999)
- Legends Of Gospel (Light, 2002)
- He's Everywhere (Liquid 8, 2004)

## Priser
Andraé Crouch har vunnit otaliga priser och hyllningar under åren. Bland annat 8 grammys, fyra GMA Dove Awards, och ASCAP, Billboard och NAACP Awards. Under 2004 blev han den enda levande moderna gospelartisten och endast den tredje i historien att ha en stjärna i den prestigefulla Hollywood Walk of Fame. Han är den tredje gospelartisten som finns där. 2005 tog Crouch emot NARAS Inaugural Salute to Gospel Music Lifetime Achievement Award.

### GMA Dove Awards
- Soul/Black gospel album
  - 1977 - This is another day; Andrae Crouch and The Disciples; Bill Maxwell; Light
  - 1978 - Live in London; Andrae Crouch and The Disciples; Bill Maxwell, Andrae Crouch, Light
- Contemporary gospel album of the year
  - 1985 - No Time To Lose; Andrae Crouch; Bill Maxwell; Light
  - 1998 - PRAY; Andrae Crouch; Andrae Crouch, Scott V. Smith; Qwest/Warner Bros.
- Traditional gospel album of the year
  - 1993 - With all of my heart; Sandra Crouch and Friends; Sandra Crouch, Andrae Crouch; Sparrow
- Contemporary gospel recorded song of the year
  - 1997 - "Take me back"; Tribute—The Songs of Andrae Crouch; CeCe Winans; Andrae Crouch; Warner Alliance

### Grammy Awards
- Best Soul Gospel Performance, Contemporary
  - 1979 - "I'll Be Thinking Of You"
  - 1981 - "Don't Give Up"
- Best Gospel Performance, Contemporary Or Inspirational
  - 1980 - "The Lord's Prayer"
- Best Soul Gospel Performance, Male
  - 1984 - "Always Remember"
- Best Pop/Contemporary Gospel Album
  - 1994 - Mercy